# إستر هوانغ
إستر هوانغ (بالصينية: 黃瀞怡) هي عارضة ومغنية وممثلة تايوانية، ولدت في 27 فبراير 1989 في تايوان.

## وصلات خارجية
- إستر هوانغ على موقع IMDb (الإنجليزية)
- إستر هوانغ على موقع ميوزك برينز (الإنجليزية)
- إستر هوانغ على موقع قاعدة بيانات الفيلم (الإنجليزية)